# Nässelplätt
Nässelplätt (Calloria neglecta) är en svampart som först beskrevs av Marie Anne Libert, och fick sitt nu gällande namn av B. Hein 1976. Enligt Catalogue of Life ingår Nässelplätt i släktet Calloria, ordningen disksvampar, klassen Leotiomycetes, divisionen sporsäcksvampar och riket svampar, men enligt Dyntaxa är tillhörigheten istället släktet Calloria, familjen Dermateaceae, ordningen disksvampar, klassen Leotiomycetes, divisionen sporsäcksvampar och riket svampar. Arten är reproducerande i Sverige. Inga underarter finns listade i Catalogue of Life.